# Serhij Lebid'
Serhij Petrovyč Lebid' (in ucraino Сергій Петрович Лебідь?; Dnipropetrovs'k, 15 luglio 1975) è un mezzofondista ucraino.

## Biografia
È stato per nove volte campione europeo di corsa campestre (1998, 2001, 2002, 2003, 2004, 2005, 2007, 2008 e 2010) ed a queste vittorie si aggiungono anche un secondo (2000) e due terzi posti (1997 e 2009). Nel 2006 il suo dominio era stato interrotto dal britannico Mo Farah: Lebid giunse solo undicesimo. A livello mondiale vanta un argento nel 2001.
Ha partecipato alle Olimpiadi di Sydney, classificandosi al settimo posto nella finale dei 5.000 metri piani (obiettivo fallito - non raggiunse la finale - quattro anni dopo ad Atene e nel 2012 a Londra).
Su questa stessa distanza ha vinto la medaglia d'oro alle Universiadi 2001 e quella di bronzo ai Campionati europei di atletica leggera 2002 a Monaco di Baviera, mentre agli Europei di Göteborg 2006 è arrivato quinto nei 10.000.
Nel suo ricco palmarès anche cinque edizioni (1999, 2001, 2002, 2003 e 2004) della BOclassic, la corsa podistica che ogni 31 dicembre attraversa il centro storico di Bolzano.
Vive in Italia e gareggia per la Cover Mapei di Verbania.

## Palmarès
| Anno | Manifestazione              | Sede              | Evento        | Risultato | Prestazione | Note |
| ---- | --------------------------- | ----------------- | ------------- | --------- | ----------- | ---- |
| 1997 | Europei di corsa campestre  | Oeiras            | Individuale   | Bronzo    | 27'23"      |      |
| 1998 | Europei di corsa campestre  | Ferrara           | Individuale   | Oro       | 28'07"      |      |
| 1999 | Universiadi                 | Palma di Maiorca  | 5000 m piani  | Oro       | 13'37"52    |      |
| 2000 | Europei di corsa campestre  | Malmö             | Individuale   | Argento   | 29'39"      |      |
| 2001 | Mondiali di corsa campestre | Ostenda           | Individuale   | Argento   | 40'03"      |      |
| 2001 | Universiadi                 | Pechino           | 5000 m piani  | Oro       | 13'44"24    |      |
| 2001 | Europei di corsa campestre  | Thun              | Individuale   | Oro       | 27'52"      |      |
| 2002 | Europei                     | Monaco di Baviera | 5000 m piani  | Bronzo    | 13'40"00    |      |
| 2002 | Europei di corsa campestre  | Medolino          | Individuale   | Oro       | 28'58"      |      |
| 2003 | Universiadi                 | Taegu             | 5000 m piani  | Oro       | 13'50"94    |      |
| 2003 | Europei di corsa campestre  | Edimburgo         | Individuale   | Oro       | 30'47"      |      |
| 2004 | Europei di corsa campestre  | Heringsdorf       | Individuale   | Oro       | 27'31"      |      |
| 2005 | Europei di corsa campestre  | Tilburg           | Individuale   | Oro       | 27'09"      |      |
| 2005 | Europei di corsa campestre  | Tilburg           | Squadre       | Bronzo    | 70          |      |
| 2007 | Europei di corsa campestre  | Toro              | Individuale   | Oro       | 31'47"      |      |
| 2008 | Europei di corsa campestre  | Bruxelles         | Individuale   | Oro       | 30'49"      |      |
| 2009 | Europei indoor              | Torino            | 3000 m piani  | Batteria  | dnf         |      |
| 2009 | Europei di corsa campestre  | Dublino           | Individuale   | Bronzo    | 31'17"      |      |
| 2010 | Europei                     | Barcellona        | 5000 m piani  | 4º        | 13'38"69    |      |
| 2010 | Europei di corsa campestre  | Albufeira         | Individuale   | Oro       | 29'15"      |      |
| 2012 | Europei                     | Helsinki          | 5000 m piani  | 9º        | 13'40"07    |      |
| 2012 | Giochi olimpici             | Londra            | 5000 m piani  | Batteria  | 13'53"15    |      |
| 2014 | Europei                     | Zurigo            | 10000 m piani | dnf       | dnf         |      |

## Competizioni nazionali
2010
- Bronzo ai campionati ucraini, 1500 m - 3'45"14

2011
- Oro ai campionati ucraini, 5000 m - 13'34"42

2012
- Argento ai campionati ucraini, 5000 m - 13'35"35

2015
- Oro ai campionati ucraini di corsa su strada, 10 km - 28'15"

## Altre competizioni internazionali
1999
- Oro alla BOclassic ( Bolzano)

2000
- Oro al Cross Zornotza ( Amorebieta-Etxano) - 33'28"
- Oro al Chiba International Cross Country ( Prefettura di Chiba) - 35'38"

2001
- Oro alla BOclassic ( Bolzano)
- Oro alla Lotto Cross Cup Brussels ( Bruxelles)
- Oro al Cross Internacional de Venta de Baños ( Venta de Baños)

2002
- 7º in Coppa del mondo ( Madrid), 3000 m piani - 8'08"65
- Oro alla BOclassic ( Bolzano)

2003
- Oro alla BOclassic ( Bolzano)
- Oro al Cross della Vallagarina ( Villa Lagarina) - 26'44"
- Oro all'Antrim International Cross Country ( Antrim) - 24'45"

2004
- Oro alla BOclassic ( Bolzano)
- Oro Volta à cidade do Funchal ( Funchal)
- Oro al Cross della Vallagarina ( Villa Lagarina) - 29'24"

2007
- Oro all'Amendoeiras em Flor ( Albufeira) - 29'15"

2008
- Oro alla Lago Maggiore Half Marathon ( Stresa-Verbania) - 1h 03'32"

2010
- Bronzo alla Great Manchester Run ( Manchester) - 28'29"
- Bronzo al Giro al Sas ( Trento) - 28'49"
- 10º alla BOclassic ( Bolzano) - 30'05"
- 4º alla Great Edinburgh Run ( Edimburgo) - 29'18"
- Argento alla Scalata al Castello ( Arezzo) - 29'20"
- Oro alla Lotto Cross Cup Brussels ( Bruxelles) - 31'27"

2011
- Bronzo alla Great Manchester Run ( Manchester) - 28'35"
- 7º alla BOclassic ( Bolzano) - 29'21"
- 4º alla Great Ireland Run ( Dublino) - 29'53"

2012
- 7º alla Great Manchester Run ( Manchester) - 28'36"
- 5º al Giro Media Blenio ( Dongio) - 29'07"
- Bronzo alla BOclassic ( Bolzano) - 29'31"
- 10º al Giro al Sas ( Trento) - 29'37"

2013
- Argento alla Maratona di Lisbona ( Lisbona) - 2h11'24"
- 5º alla Great Manchester Run ( Manchester) - 28'28"
- 8º al Giro Media Blenio ( Dongio) - 29'10"
- 7º al Giro al Sas ( Trento) - 29'29"
- 20º alla World 10K Bangalore ( Bangalore) - 30'38"
- Argento alla Great Ireland Run ( Dublino) - 29'08"

2014
- 4º alla Maratona di Seul ( Seul) - 2h08'32"
- Oro alla Maratona di Nagano ( Nagano) - 2h13'56"

2015
- 10º alla Maratona di Londra ( Londra) - 2h10'21"

2016
- 15º alla Maratona di Londra ( Londra) - 2h14'07"
- 8º alla Maratona di Lubiana ( Lubiana) - 2h11'05"
- 11º alla Roma-Ostia ( Roma) - 1h05'18"

2017
- 8º alla Maratona di Xiamen ( Xiamen) - 2h29'43"

2018
- 14º al Giro Media Blenio ( Dongio) - 30'32"